# Maliattha inconcisa
Maliattha inconcisa là một loài bướm đêm trong họ Noctuidae.